# Praia das Neves (Presidente Kennedy)
Praia das Neves é uma praia localizada no município de Presidente Kennedy, no interior do estado do Espírito Santo.

## História
A Praia das Neves é localizada na cidade de Presidente Kennedy, município com uma distância de cento e sessenta e dois quilômetros de Vitória, capital do estado do Espírito Santo. Localizada no extremo sul do estado, a orla da praia faz divisa com o estado do Rio de Janeiro.  Devido sua localização de divisa com o estado do Rio de Janeiro, a região destaca-se como o maior mangue por extensão do Brasil, sendo trezentos hectares cercados por Mata Atlântica e Restinga.
A praia está distante por pouco mais de vinte e sete quilômetros do centro comercial de Presidente Kennedy, possuindo uma orla de oito quilômetros. O trecho possui infraestrutura, com acampamento, quiosques e restaurantes.